# Gaetano Martoriello
Gaetano Martoriello (né à Naples en 1680 et mort en 1733)  est un peintre italien baroque qui fut  actif à la fin XVIIe et au début du XVIIIe siècle près de sa ville natale.
Il peignit surtout des vues marines  et des paysages.

## Biographie
Gaetano Martoriello  est un peintre  baroque de l'école napolitaine.

## Œuvres

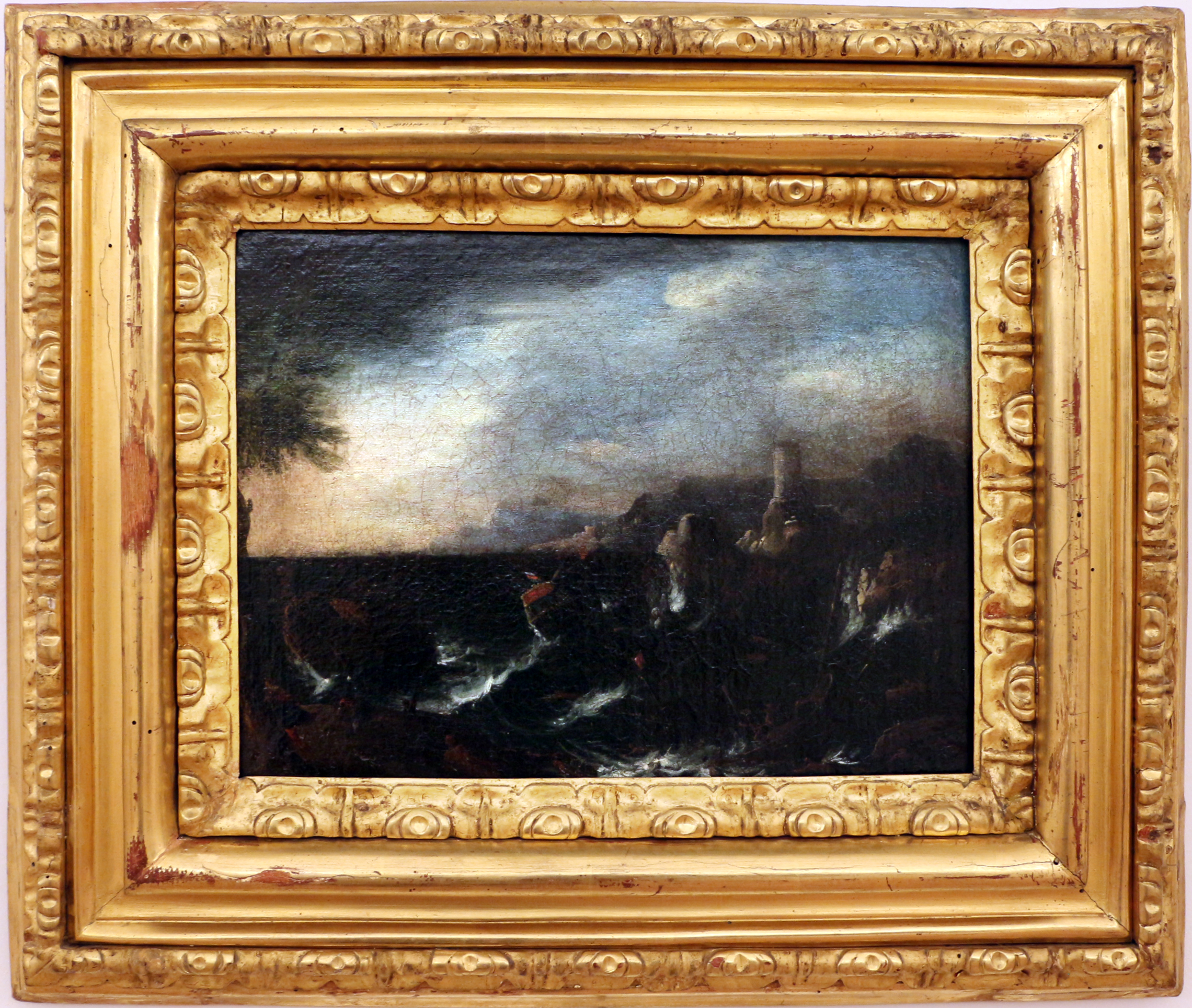
Gaetano Martoriello, Tempête, 1700-1720 ca., (Museo nazionale d'arte medievale e moderna della Basilicata)